# Youro Casier
Youro Casier, né le 21 novembre 1968 à Wevelgem, est un homme politique belge, membre de Vooruit.

## Biographie
Youro Casier nait le 21 novembre 1968 à Wevelgem.
Le 13 décembre 2017, il devient député fédéral à la Chambre des représentants en remplaçant Ann Vanheste.